# Roberto Carlos Juárez
Roberto Carlos Juárez Gutiérrez (Guadalajara, 4 de julho de 1984) é um futebolista mexicano que atua como zagueiro. Atualmente joga pelo Puebla Fútbol Club da Primera División de México.

## Carreira
Juárez começou sua carreira em 2007, com o time Cruz Azul Oaxaca. Ele fez sua estreia em 17 de novembro de 2007, em uma partida contra o Pachuca.

## Clubes
| Clube               | País   | Ano             |
| ------------------- | ------ | --------------- |
| Cruz Azul Oaxaca    | México | 2004 - 2006     |
| Cruz Azul Hidalgo   | México | 2006 - 2008     |
| Puebla Fútbol Club  | México | 2009 - 2013     |
| Chiapas Fútbol Club | México | 2013 - presente |